# Luis de Wirtz
Luis de Wirtz, nacido como Luis Policarpo Fernando de Wirtz, fue un misionero protestante y una importante figura en la historia del protestantismo en Galicia y, más concretamente, en la provincia de Pontevedra y municipios como Marín y Villagarcía de Arosa.
Destacó como predicador y estudioso de la Biblia. Hablaba seis idiomas y podía leer en griego y hebreo. Tocaba varios instrumentos y fue el compositor de múltiples himnos protestantes en castellano.

## Primeros años
Nació en Cuba en 1858, hijo de un coronel que prestaba servicio en la entonces colonia española. De ascendencia española, fue nieto por línea materna de Francisco Preto y Neto, secretario privado de la Reina Isabel II y bisnieto de William Griffith, Gran Juez de Nueva Jersey.
Vivió en Cuba hasta los seis años, cuando su padre decidió enviarlo a Mahón (Menorca) con su abuela materna.
A los catorce años se convirtió al protestantismo a través de la lectura de la Biblia; pues ni en Cuba, donde había nacido, ni en Mahón, donde residía, existían congregaciones protestantes.
A los diecisiete años se trasladó para estudiar en la Universidad de Barcelona, donde cursó el grado de ingeniero civil y el de doctor en ciencias. Durante su estancia en esta ciudad tuvo sus primeros contactos con otros protestantes. Así, llegó a ser colaborador de Enrique Payne.

## Llegada a Galicia
Luis de Wirtz fue contratado como ingeniero para la construcción de un viaducto ferroviario entre Pontevedra y Redondela, para lo que se trasladó a Galicia. Allí conoció a Thomas Blamire, misionero y pastor de la Iglesia evangélica de Marín y a Lidia Brooks, misionera inglesa residente en la villa de Marín.
Tras unos años de relación con Lidia Brooks, se casaron en la casa familiar de los Brooks en Tollington Park (Londres). Fruto de este matrimonio tuvieron cinco hijos: cuatro hijas y un hijo.
Durante un breve período de tiempo tras su matrimonio, trasladaron su residencia a la ciudad de Barcelona para, posteriormente, regresar a Galicia donde establecieron su residencia permanente: inicialmente se instalaron en Marín y posteriormente se trasladaron a Bueu para impulsar la obra protestante en este municipio.
Falleció en agosto de 1927.

## Obra misionera en Galicia
Fue el constructor del edificio de la Iglesia Evangélica de Marín, fundador de la Iglesia Evangélica de Villagarcía y prominente figura para el protestantismo en el municipio de Bueu.

### Construcción de la Iglesia Evangélica de Marín

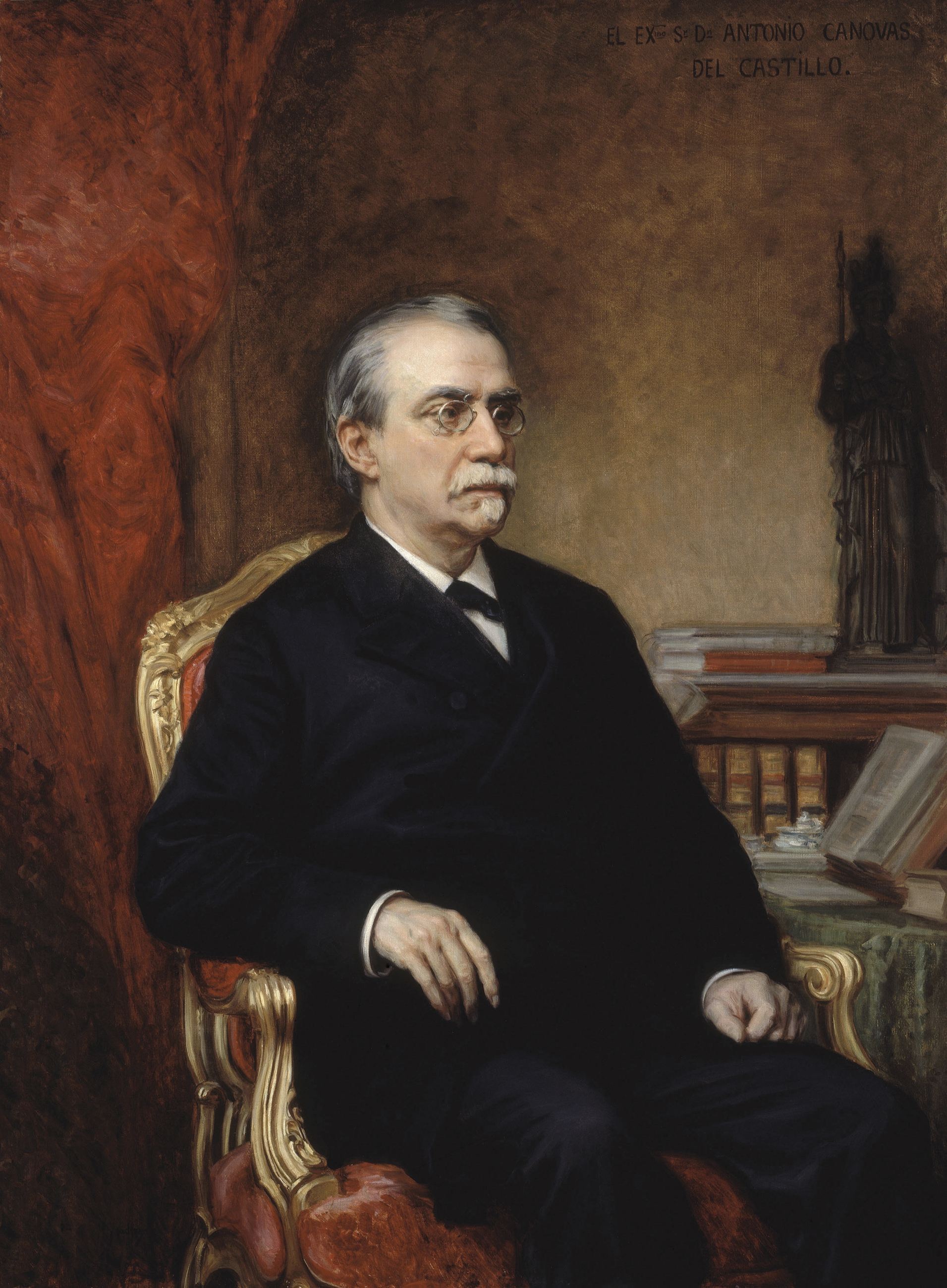
Antonio Cánovas del Castillo.

El pastor de la Iglesia evangélica de Marín, Thomas Blamire, con la ayuda económica de colaboradores ingleses, había adquirido un solar en el centro de la villa por seiscientas libras esterlinas con el objetivo de construir ahí la capilla evangélica. Sin embargo, nunca consiguió el permiso de las autoridades locales y falleció, en 1894, sin ver iniciada dicha obra.
Su sucesor, el pastor Cecilio Hoyle, buscó la ayuda de Luis de Wirtz para conseguir los permisos necesarios y ejecutar la obra. Así, Wirtz se dirigió a Madrid para reunirse con el primer ministro Cánovas del Castillo. Éste inició la intermediación con el gobernador de Pontevedra para averiguar la causa de la oposición a la construcción de la capilla, lo que evidenció la influencia del clero católico detrás de la negativa del gobierno provincial y local. Finalmente, los opositores alegaron que el solar donde los protestantes querían construir su edificio era necesario para instalar un mercado, puesto que no había otro que cumpliese las características de éste para tal fin. Siguiendo las recomendaciones de Cánovas del Castillo, encontraron otro terreno por el que dieron una señal de diez libras esterlinas. Entonces, el primer ministro ofreció a las autoridades locales la posibilidad de comprar el terreno adquirido inicialmente por Blamire pagando el precio por el que éste lo había comprado. Ante su negativa, emitió el permiso que los protestantes necesitaban para su construcción y que ya la propia constitución permitía.
Así, se inició la obra del edificio bajo la dirección de Luis de Wirtz hasta su finalización en 1899.

### Debate teológico en Bueu
Un año después del establecimiento de los protestantes en Bueu, los sacerdotes católicos decidieron organizar un debate público con los protestantes con el objetivo de probar la falsedad de los argumentos de éstos. Para defender los argumentos católicos fue llamado un reconocido abogado de Madrid mientras que la defensa de la postura protestante fue llevada a cabo por Luis de Wirtz.
El debate suscitó un gran interés en el municipio y la asistencia fue muy superior al aforo del local.
Se definió como único argumento válido la propia Biblia y para ello se utilizó la versión del sacerdote Felipe Scío de San Miguel, conocida como la Biblia de Scío, la traducción al castellano de la Vulgata latina autorizada por el Papa, dado que la traducción protestante no era digna de confianza para los oyentes católicos.
Las disertaciones se desarrollaron por turnos, en tono cortés, abarcando las diversas discrepancias teológicas entre ambas confesiones hasta que el abogado católico concedió a Wirtz la victoria argumental, quien finalizó la reunión con una oración.